# Metal Works ’73–’93
Metal Works ’73–’93 – album zespołu Judas Priest. Został wydany w 1993 roku nakładem wytwórni Columbia Records.

## Lista utworów
1. "Electric Eye"
2. "Victim of Changes"
3. "Painkiller"
4. "Eat Me Alive"
5. "Devil’s Child"
6. "Dissident Aggressor"
7. "Delivering The Goods"
8. "Exciter"
9. "Breaking the Law"
10. "Hell Bent For Leather"
11. "Blood Red Skies"
12. "Metal Gods"
13. "Before The Dawn"
14. "Turbo Lover"
15. "Ram It Down"
16. "Metal Meltdown"
17. "Screaming For Vengeance"
18. "You've Got Another Thing Comin'"
19. "Beyond The Realms Of Death"
20. "Solar Angels"
21. "Bloodstone"
22. "Desert Plains"
23. "Wild Nights, Hot & Crazy Days"
24. "Heading Out To The Highway"
25. "Living After Midnight"
26. "A Touch Of Evil
27. "The Rage"
28. "Night Comes Down"
29. "Sinner"
30. "Freewheel Burning"
31. "Night Crawler"